# 尹美羅
尹美羅（1951年12月18日—），韓國女演員。

## 演出作品

### 電視劇
- 1983年：KBS《海鷗姑娘》
- 1984年：KBS《煙火》
- 1986年：KBS《老婆，對不起》
- 1989年：KBS《一半失敗》
- 1990年：KBS《棗樹掛愛》飾演 鬥心
- 1992年：KBS《黃金分割》
- 1994年：KBS《薩拉維亞共和國》
- 1994年：KBS《情侶》飾演 家順
- 1996年：KBS《銀河水》
- 1996年：KBS《初戀》飾演 宋女士
- 1997年：KBS《為了情》
- 1998年：MBC《六個孩子》飾演 李靜順
- 1998年：KBS《恩雅的花園》
- 1999年：MBC《為你瘋狂》
- 2000年：MBC《用眼神說話》
- 2000年：SBS《女人萬歲》
- 2001年：MBC《結婚的法則》飾演 朴達子
- 2003年：KBS《妻子》
- 2003年：SBS《女子萬歲》飾演 趙昌淑
- 2003年：MBC《可愛的女人》
- 2004年：KBS《愛情的條件》飾演 李賢實
- 2005年：MBC《加油！金順》飾演 吳美慈
- 2005年：KBS《玫瑰色人生》飾演 老孟第二任妻子
- 2005年：SBS《幸福女人花》
- 2006年：KBS《家有七公主》飾演 潘贊順
- 2006年：SBS《遊戲女王》飾演 金英順
- 2007年：MBC《順其自然》飾演 尹貞任
- 2007年：MBC《冬候鳥》飾演 李女士
- 2007年：SBS《討厭也喜歡》飾演 鄭順任
- 2008年：MBC《春子家有喜事了》飾演 許英愛
- 2008年：SBS《妻子的誘惑》飾演 尹美子
- 2009年：KBS《松藥局的兒子們》飾演 裴玉姬
- 2010年：KBS《風吹好日子》飾演 尹善熙
- 2012年：SBS《美味人生》飾演 韓鳳順
- 2011年：KBS《相信愛》飾演 尹華英
- 2012年：MBC《不能沒有你的生活》飾演 李美子
- 2013年：SBS《你的女人》飾演 朴順子
- 2013年：SBS《熱愛》飾演 張福熙
- 2013年：MBC《閃耀的羅曼史》飾演 許末淑
- 2014年：TV朝鮮《最佳婚姻》飾演 田麗慈
- 2015年：SBS《我的心一閃一閃》飾演 李末淑
- 2015年：MBC《媽媽》飾演 張女士
- 2016年：MBC《爸爸，我來伺候你》飾演 韓海利
- 2017年：SBS《再次重逢的世界》飾演 都樂順
- 2018年：SBS《我也是媽媽啊》飾演 林恩子
- 2021年：SBS《Amor Fati－現在去愛吧》飾演 高相慧
- 2022年：TV朝鲜《紅氣球》飾演 羅公主
- 2023年：KBS《孝心的家各自為生》飾演 李善純

### 電影
- 1970年：《遠東無敵者》
- 1970年：《悲傷也不離開》
- 1970年：《來自八道的女孩》
- 1970年：《雙刀》
- 1970年：《엑스포70 동경작전》
- 1972年：《며느리의한》
- 1972年：《玉女的恨》
- 1972年：《娘船子》
- 1973年：《비원》
- 1973年：《석양의두얼굴》
- 1973年：《少女水手》
- 1974年：《호랑이아줌마》
- 1974年：《남사당》
- 1974年：《我的人生告白》
- 1974年：《嬌妻進行曲》
- 1975年：《바보용칠이》
- 1975年：《黃金夫人》
- 1976年：《家庭》
- 1976年：《三姐妹》
- 1976年：《女囚大逃亡》
- 1976年：《年輕的都市》
- 1976年：《五戒》
- 1976年：《여자를찾습니다》
- 1976年：《義血門》
- 1977年：《폭풍을몰고온여자》
- 1977年：《古家》
- 1977年：《吳先生》
- 1977年：《캐논청진공작》
- 1977年：《속엄마없는하늘아래》
- 1977年：《沒有媽媽的日子2》
- 1978年：《사랑의양지》
- 1978年：《沒有媽媽的日子3》
- 1978年：《浮草》
- 1980年：《여자의이아픔을》
- 1981年：《여자가울린남자》
- 1981年：《仁川》
- 1981年：《在路上》
- 2002年：《驚喜派對》
- 2011年：《陽光姊妹淘》

## 獲獎
- 1973年：第12屆大鐘獎 - 新人賞
- 1977年：第16屆大鐘獎 - 最佳女主角
- 1978年：第14屆百想藝術大賞 - 電影部門女子最優秀演技賞

## 外部連結
- NAVER